# Wasserspitzmaus
Die Wasserspitzmaus (Neomys fodiens) ist eine der drei in Europa und im nördlichen Asien lebenden Arten der Gattung Wasserspitzmäuse aus der Familie der Spitzmäuse (Soricidae). Zur Unterscheidung von den zwei anderen Neomys-Arten wird sie auch als Eurasische Wasserspitzmaus bezeichnet. Sie besiedelt die Uferbereiche naturnaher Gewässer in weiten Teilen der Paläarktis.

## Kennzeichen
Die Art ist die größte Spitzmaus Europas. Die Kopf-Rumpf-Länge beträgt 70–96 mm und die Schwanzlänge 47–77 mm. Die Tiere wiegen 15–20, selten bis zu 25 g. Das Fell ist auf der Oberseite glänzend schwarz, die Unterseite ist variabel silbrig weiß bis schwarzbraun, häufig auch rostbraun überhaucht. Die Art ist gut an das Leben im Wasser angepasst. Das Fell ist lang und dicht, die Schwanzunterseite hat über die ganze Länge einen Borstenkiel, der als Ruder dient, und die Hinterfüße haben Borsten, die den Vortrieb fördern.

## Giftigkeit
Die Wasserspitzmaus ist einer der wenigen giftigen Säuger Mitteleuropas, jedoch teilt sie sich diese Eigenschaft mit weiteren Spitzmäusen, so der Waldspitzmaus. Das von unter der Zunge liegenden Gift- und Speicheldrüsen produzierte Sekret wirkt hämolytisch und kann für Tiere bis Mausgröße tödlich sein.
Die meisten giftigen Säugetiere gehören zur Ordnung der Insektenfresser, aber giftige Vertreter wurden bisher nur unter Spitzmäusen und Schlitzrüsslern gefunden. Die phylogenetische Verteilung des Giftes innerhalb der rezenten Säugetiere deutet darauf hin, dass sich das Gift bei den Insektenfressern dreimal unabhängig voneinander entwickelt hat.

## Verbreitung

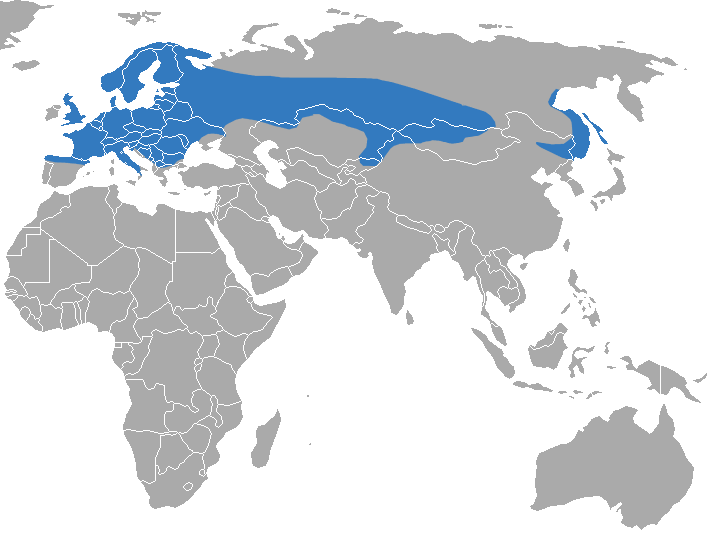
Verbreitungsgebiet der Wasserspitzmaus

Das Verbreitungsgebiet der Wasserspitzmaus umfasst große Teile der nördlichen Paläarktis. Es reicht in West-Ost-Richtung von Großbritannien und Nordwestspanien bis zum Amur und zur Halbinsel Sachalin am Pazifik, in Nord-Süd-Richtung im westlichen Teil des Areals von Nordnorwegen bis Mittelitalien und Nordgriechenland.
Sie fehlt in Europa in Island und Irland, auf der Iberischen Halbinsel südlich der Pyrenäen sowie auf allen Mittelmeerinseln und ist im übrigen Mittelmeergebiet und in Südosteuropa auf die Gebirge beschränkt.

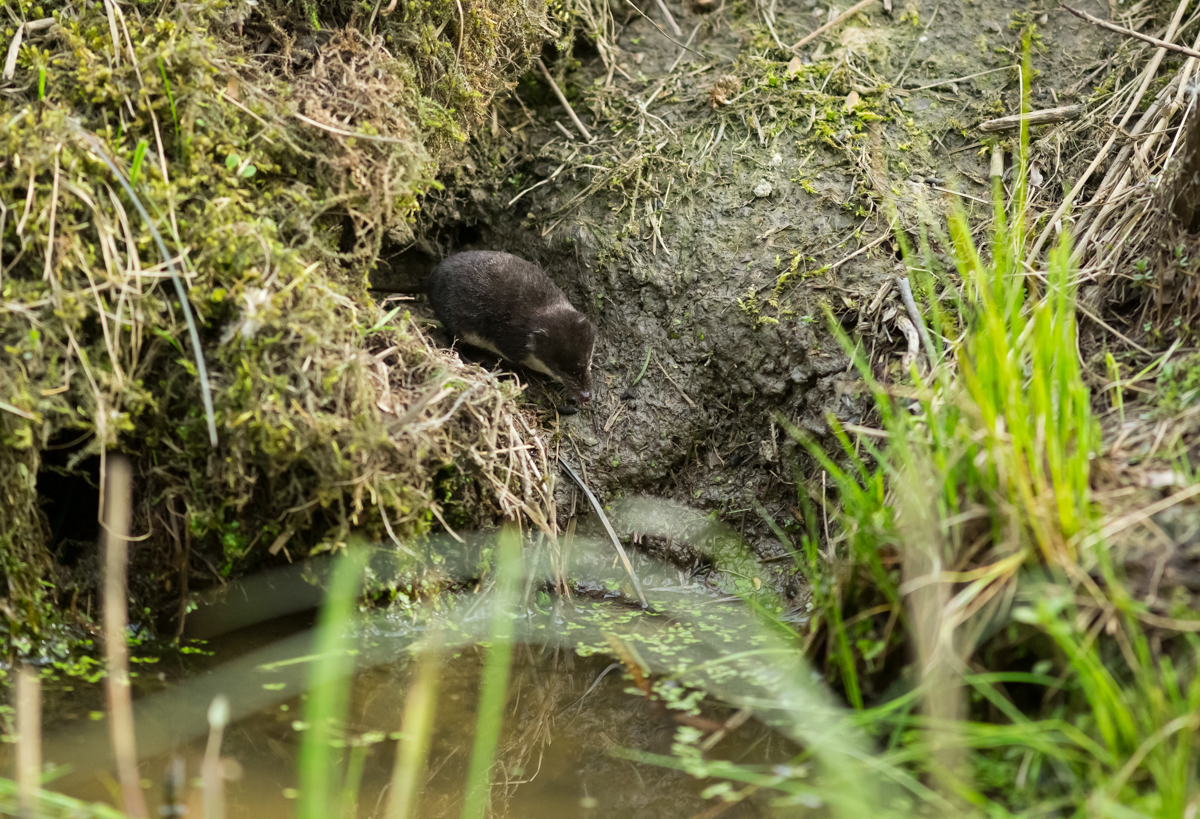
Wasserspitzmaus an einem Wassergraben in Finnland, Kaarina, Varsinais-Suomi

## Lebensraum
Die Wasserspitzmaus besiedelt naturnahe Uferbereiche von Gewässern aller Art einschließlich von Meeresufern, aber auch Sümpfe, nasse Wälder und Wiesen und im Norden des Verbreitungsgebietes sogar Felder. Die Art kommt vom Flachland bis in 2500 m Höhe vor.

## Lebensweise
Wasserspitzmäuse sind sehr gute Schwimmer und Taucher. Die Nahrung besteht aus Wasserinsekten und deren Larven, Kleinkrebsen, Schnecken sowie kleinen Fischen und Fröschen, die überwiegend tauchend erbeutet werden. Die Baue werden selbst gegraben oder von anderen Säugern übernommen und haben immer einen Ausgang zum Wasser hin. Die Fortpflanzung findet von April bis September statt. Ein Weibchen hat 2 bis 3 Würfe im Jahr, die jeweils 4 bis 11 Junge umfassen. Die Jungtiere wiegen bei der Geburt 0,6 g, die Augen öffnen sich nach 20 bis 24 Tagen und die Säugezeit beträgt 38 bis 40 Tage. Die Tiere werden im Freiland maximal etwa 18 Monate alt.

## Bestand und Gefährdung
Die Wasserspitzmaus wird in Deutschland aufgrund ihrer engen Bindung an naturnahe Gewässer und der Gefährdung dieser Lebensräume durch Gewässerverbauung und Nutzungsintensivierung in der Roten Liste als „gefährdet“ (Kategorie 3) geführt. Sie steht in Deutschland als besonders geschützte Tierart unter Naturschutz. Der Weltbestand gilt laut IUCN als ungefährdet („least concern“).
Halter gibt es in Europa, Russland und Großbritannien. Ein ehemaliger deutscher Halter war der Tierpark Berlin.